# Jean-François Séguier
Jean-François Séguier (* 25. November 1703 in Nîmes; † 1. September 1784 ebenda) war ein französischer Botaniker und Altertumsforscher. Sein offizielles botanisches Autorenkürzel ist "Ség." 

## Leben
Séguier studierte an der Universität Montpellier Rechtswissenschaften und Botanik in Paris bei Antoine de Jussieu. Er begleitete den Archäologen Scipione Maffei auf seine Reisen in Europa. Dadurch kam er 1736 bis 1755 nach Verona und danach zurück in seine Heimatstadt Nîmes. Seine hauptsächlichen Arbeiten lagen auf dem Gebiet der Altertumskunde. 1758 gelang ihm die Lesung der Inschrift der Maison Carrée. 
Seit 1749 war er korrespondierendes Mitglied der Académie royale des sciences, seit 1772 auch der Académie des inscriptions et belles-lettres.

## Dedikationsnamen
Zu Ehren von Seguier benannt sind die Gattung Seguieria Loefl. aus der Familie der Kermesbeerengewächse (Phytolaccaceae) sowie die Arten Steppen-Wolfsmilch (Euphorbia seguieriana Neck.; Euphorbiaceae), Seguier-Hahnenfuß (Ranunculus seguieri Vill.; Ranunculaceae), Seguier-Steinbrech (Saxifraga seguieri Spreng.; Saxifragaceae) und die Busch-Nelke (Dianthus seguieri Vill.; Caryophyllaceae).

## Schriften
- Bibliotheca botanica. Den Haag 1740 (Dieses Werk umfasst besonders die im Jahre 1657 erschienene Bibliotheca botanica des Ovidius Montalbanus (1601–1671)).
- Catalogus plantarum quae in agro Veronensi reperiuntur. Verona 1745 (online).
- Plantae veronenses, seu stirpium quae in agro Veronensi reperiuntur methodica synopsis. 3 Bände. Verona. Band 1, 1745; Band 2, 1745; Band 3, 1754 (Nur die Pflanzen in Band 3 sind für die Verwendung der heute gültigen wissenschaftlichen Pflanzennamen von Bedeutung, da dieser nach 1753 erschienen ist. Da aber Séguier keine binäre Nomenklatur verwandte, kommt das Werk nur für Gattungsnamen (z. B. Nymphoides, Pseudorchis, Scirpoides) in Frage).
- Dissertation sur l'ancienne inscription de la Maison-carrée de Nismes. Paris 1759 (Digitalisat).